# Stowarzyszenie Międzynarodowe Triennale Grafiki w Krakowie
Stowarzyszenie Międzynarodowe Triennale Grafiki powstało w 1992 roku. Powołano je do kontynuowania organizacji istniejącego od 1966 roku Międzynarodowego Biennale Grafiki w Krakowie. W 1992 SMTG zmieniło cykl organizacji imprez na trzyletni, zmieniając jej nazwę na Międzynarodowe Triennale Grafiki w Krakowie. SMTG rozszerzyło też formułę organizacji imprezy, tworząc zespół stałych imprez w innych miastach polskich organizowanych w ramach programu MTG: Kraków, Toruń, Poznań, Gdańsk oraz imprezy partnerskie Triennale - Wiedeń i Triennale - Oldenburg.
16 września 2009 nastąpiło otwarcie kolejnej edycji Triennale w krakowskim Bunkrze Sztuki.

## Cele stowarzyszenia
SMTG jest stowarzyszeniem zarejestrowanym, posiada osobowość prawną oraz stale działające biuro i magazyn prac. Członkami stowarzyszenia są artyści jak też sympatycy współczesnej grafiki z wielu krajów. Członkowie stowarzyszenia dzielą się na: członków honorowych, członków zwyczajnych i członków artystów.
Cele statutowe SMTG:
- gromadzenie zbiorów współczesnej grafiki,
- organizacja Międzynarodowego Triennale Grafiki w Krakowie i wystawy Intergrafia – światowa galeria laureatów,
- upowszechnienie wiedzy o współczesnej grafice światowej i stymulowanie twórczości w tej dziedzinie sztuki,
- współpraca z instytucjami specjalistycznymi w zakresie wystawiennictwa, promocji i informacji,
- tworzenie warunków zbierania, przetwarzania i upowszechniania danych o tej dziedzinie sztuki,
- tworzenie kolekcji grafiki światowej,
- tworzenie podstaw finansowych do realizacji swoich celów statutowych.

## Zarząd
SMTG kierowane jest przez Zarząd wybierany na czteroletnią kadencję. Zarząd IX kadencji tworzą:
- dr Marta Anna Raczek-Karcz - prezes
- Katarzyna Wojtyga - wiceprezes
- Tomasz Korczyński - sekretarz
- Agnieszka Cieślińska-Kawecka - skarbnik
- Zofia Gołubiew - członek zarządu
- Mateusz Otręba - członek zarządu
- Wojciech Sieniawski - członek zarządu